# جائحة فيروس كورونا في جزر مارشال
يعد وباء كوفيد-19 في جزر مارشال جزءًا من الوباء العالمي المستمر لمرض فيروس كورونا 2019 (COVID-19) الناجم عن فيروس كورونا المرتبط بالمتلازمة التنفسية الحادة الشديدة النوع 2 (SARS-CoV-2). تم تأكيد وصول الفيروس إلى جزر مارشال في 28 أكتوبر 2020. إنها أول دولة في المحيط الهادئ تبدأ برنامج التطعيم ضد المرض والذي بدأ في ديسمبر 2020.

## الخلفية
في 12 كانون الثاني (يناير) 2020 أكدت منظمة الصحة العالمية (WHO) أن فيروس كورونا الجديد كان سببًا لمرض تنفسي لدى مجموعة من الناس في مدينة ووهان، مقاطعة هوبي، الصين، والذي تم إبلاغ منظمة الصحة العالمية به في 31 ديسمبر 2019.
كانت نسبة الوفيات الناجمة عن الفيروس أقل بكثير من السارس في عام 2003، ولكن انتقال العدوى كان أكبر بكثير مع عدد كبير من الوفيات.

## الجدول الزمني
تم الإبلاغ عن الحالات الأولى في البلاد في 28 أكتوبر / تشرين الأول 2020 بين اثنين من حامية الجيش الأمريكي، كانا من بين مجموعة من 300 من سكان جزر مارشال في الخارج تم إعادتهم إلى الوطن.
أثبتت الحالتان وهما رجل وامرأة وصلا إلى مطار أمريكي في كواجالين نتائج سلبية للفيروس في هاواي قبل أسبوع من وصولهما. وقالت لجنة الكوارث في جزر مارشال إنه «لا يوجد تهديد بانتقال العدوى من المجتمع» وأنه لن يتم تنفيذ أي إغلاق حتى إشعار آخر.
في 29 ديسمبر 2020 أصبحت جزر مارشال أول دولة في المحيط الهادئ تبدأ التطعيمات ضد فيروس كورونا. انضمت مجموعة من كبار القادة إلى أطباء وممرضات وزارة الصحة كانوا أول من تلقوا اللقاحات المقدمة من حكومة الولايات المتحدة.
بحلول 13 أبريل 2021 وصلت جزر مارشال إلى معدل تطعيم من السكان البالغين يقارب 75% في «المدن الرئيسية» بجرعتهم الأولى. بعد الانتهاء من المناطق الحضرية، خططت وزارة الصحة والخدمات الإنسانية لتوزيع لقاحات موديرنا وجونسون آند جونسون على الجزر النائية في البلاد لتطعيم بقية السكان. تم توفير 20000 جرعة لقاح كتبرع من الولايات المتحدة واعتبرت كافية لتغطية سكان كل جزيرة.